# Final del Torneo Finalización 2011 (Colombia)
La final del Torneo Finalización 2011 de la Categoría Primera A del fútbol profesional colombiano fue una serie de partidos de fútbol que se jugarán los días 18 y 21 de diciembre de 2011 para definir al segundo campeón del año del fútbol en Colombia. La disputaron los ganadores de las semifinales: Junior y Once Caldas.

## Antecedentes

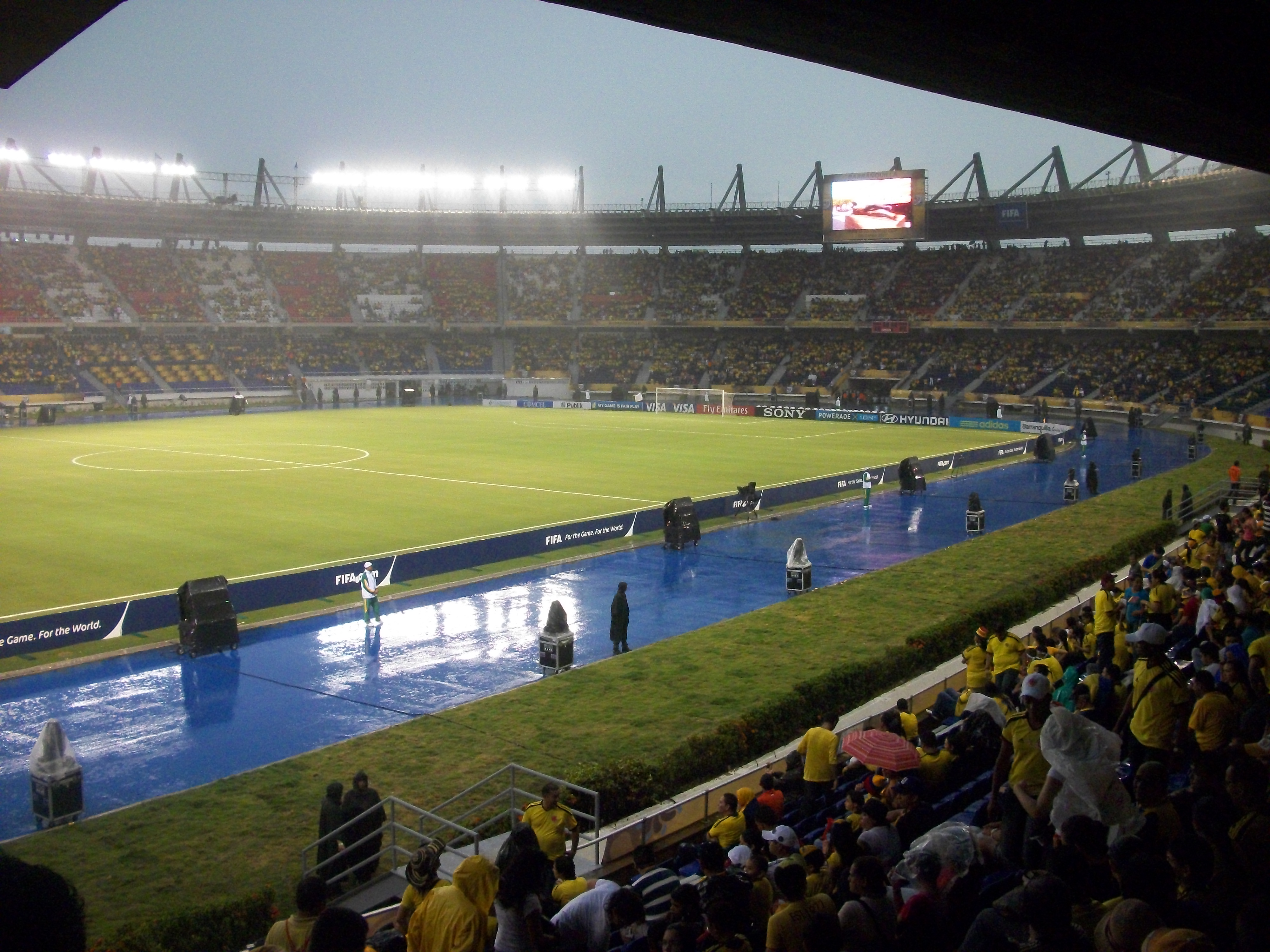
Estadio Metropolitano Roberto Meléndez sede del partido de ida.

Es la tercera vez que tiburones y albos se enfrentan en una final en la Categoría Primera A. La primera fue en el Torneo Apertura 2003 donde el Once consiguió su segundo título bajo la dirección técnica de Luis Fernando Montoya. La segunda ocasión fue en la final del apertura 2009 donde también ganó el Once Caldas, esta vez con el técnico Javier Álvarez y figuras como Alexis Henríquez, el peruano Johan Fano y Jhon Viáfara.
Para los tiburones de Barranquilla esta fue su quinta final en torneos cortos, en el Finalización 2004 con Atlético Nacional donde fueron campeones y en el Apertura 2010 donde derrotaron a La Equidad y las tres restantes que fueron con el Once Caldas.
La final más reciente del Once Caldas fue un año atrás, en el Finalización 2010 donde derrotó al Deportes Tolima. Esta y las citadas con anterioridad, forman parte de las cuatro finales del blanco-blanco en la época de los torneos cortos (desde 2002) lo que le valió para el título de mejor equipo de la década en Colombia teniendo en cuenta su título en la Copa Libertadores 2004.

## Camino a la final

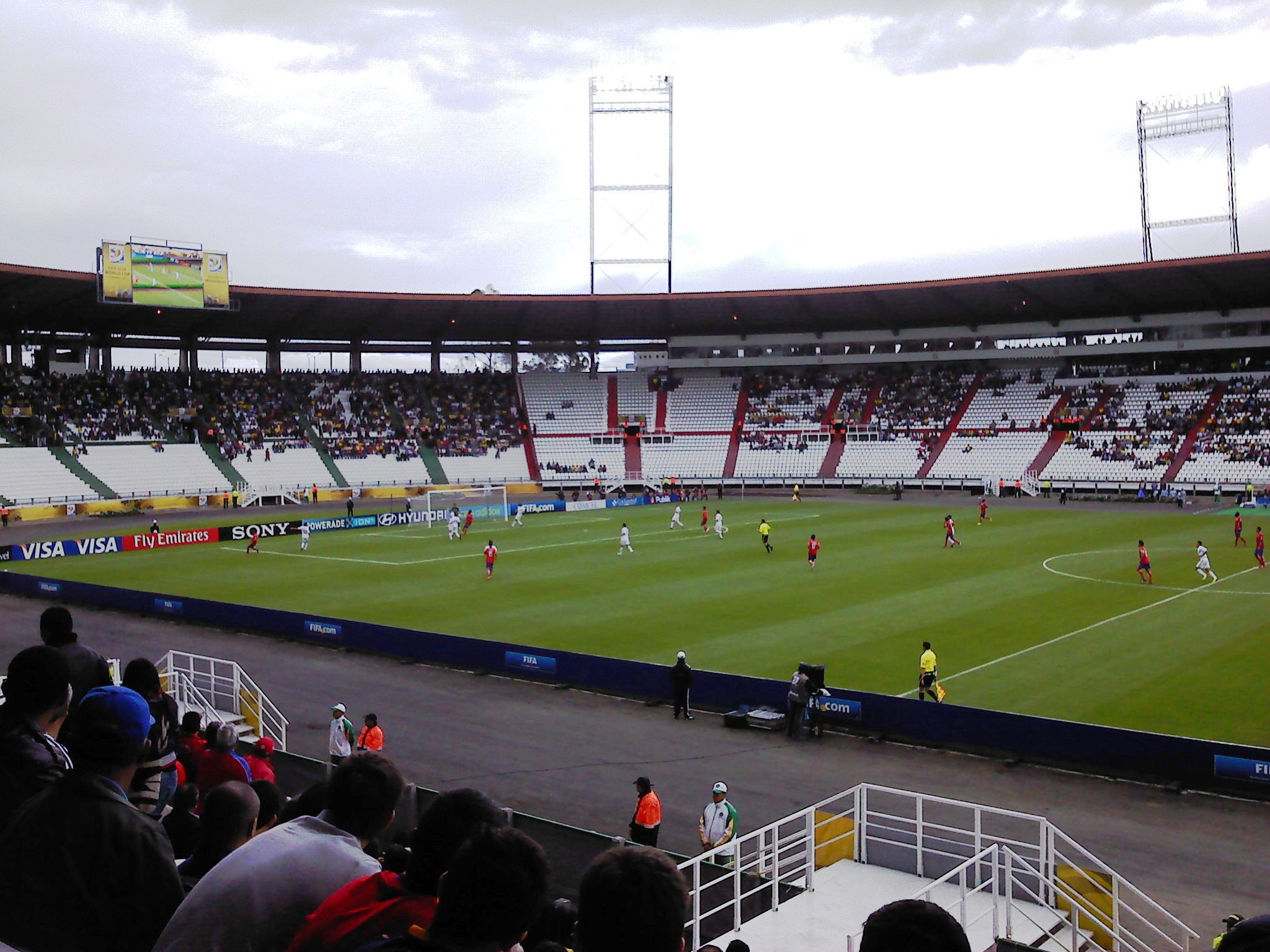
Estadio Palogrande sede del partido de vuelta.

El Junior terminó en el primer lugar de la clasificación de la fase todos contra todos, mientras que Once Caldas avanzó al haber logrado el tercer lugar detrás de Itagüí Ditaires.
El Junior enfrentó en cuartos de final a Boyacá Chicó en el Estadio de La Independencia de la ciudad de Tunja se jugó la ida donde no se pudo terminar el encuentro debido a que desde la tribuna lanzaron un objeto al juez de línea Alejandro Gallego antes de iniciar el segundo tiempo, el juez Adrián Vélez decidió finalizar el encuentro por falta de garantías. En una polémica decisión la Dimayor decide quitarle un punto al Chicó y mantenérselo a Junior. Para el partido de vuelta en Barranquilla en partido finalizó empatado a dos pero Junior clasificó directamente gracias a la decisión de la Dimayor. En las semifinales enfrentó a Millonarios perdiendo en Bogotá tres por cero pero empatando en Barranquilla con el mismo marcador. La serie se fue a penales donde ganó Junior 5-4 y consiguió el cupo para la gran final.
Por su parte el Once Caldas dejó en cuartos de final al América de Cali al empatar en la ida a cero y derrontandolo en Manizales dos por cero con goles de Diego Amaya y Ayron del Valle. En las semifinales enfrentaron a Santa Fe, empatando a un tanto como local y de visitante en Bogotá ganando dos a uno, así el blanco-blanco ganó el derecho a disputar el título frente a Junior.

## Estadísticas previas
Total de partidos jugados en el Torneo Finalización 2011 por ambos equipos:
| Ciudad                                 | Equipo      | Pts | PJ | G  | E | P | GF | GC | Dif |
| -------------------------------------- | ----------- | --- | -- | -- | - | - | -- | -- | --- |
|                                        | Once Caldas | 37  | 22 | 10 | 7 | 5 | 39 | 25 | 14  |
| Bandera del Departamento del Atlántico | Junior      | 36  | 22 | 9  | 9 | 4 | 33 | 27 | 6   |

- Leyenda:  Pts=Puntos; PJ=Partidos jugados; G=Partidos ganados; E=Partidos empatados; P=Partidos perdidos; GF=Goles a favor; GC=Goles en contra; DIF=Diferencia de gol

## Llave
|                     | vs. | Bandera del Departamento del Atlántico |
| ------------------- | --- | -------------------------------------- |
| Once Caldas 2 4 (2) | vs. | Junior 3 1 4 (4)                       |

## Desarrollo de la final

### Partido de ida
| 31   | POR  | Carlos Rodríguez       |     |
| 17   | DEF  | Braynner García        |     |
| 6    | DEF  | Juan David Valencia    |     |
| 29   | DEF  | Andrés Felipe González |     |
| 23   | DEF  | Jaider Romero          |     |
| 16   | MED  | Vladimir Hernández     |     |
| 15   | MED  | Luis Narváez           | 22' |
| 26   | MED  | Jossymar Gómez         | 50' |
| 10   | MED  | Giovanni Hernández     |     |
| 70   | DEL  | Carlos Bacca           |     |
| 27   | DEL  | Luis Carlos Ruiz       | 78' |
| D.T. | D.T. | José Eugenio Hernández |     |

| 55   | POR  | Luis Enrique Martínez |     |
| 23   | DEF  | Elkin Calle           |     |
| 3    | DEF  | Alexis Henríquez      |     |
| 4    | DEF  | David Álvarez         | 51' |
| 7    | MED  | Mauricio Casierra     |     |
| 13   | MED  | Diego Amaya           |     |
| 16   | MED  | Alexander Mejía       |     |
| 6    | MED  | Harrison Henao        |     |
| 5    | MED  | Jorge Daniel Núñez    |     |
| 18   | DEL  | Jefferson Cuero       | 73' |
| 17   | DEL  | John Pajoy            | 82' |
| D.T. | D.T. | Pompilio Páez         |     |

| 13 | MED | José Amaya       | 22' |
| 25 | MED | Víctor Cortés    | 50' |
| 20 | DEL | Sherman Cardenas | 78' |
|    |     |                  |     |

| 1  | POR | Juan Carlos Henao |         |
| 20 | MED | José Moreno       | 46' 59' |
| 22 | DEL | Oliver Fula       | 59'     |
| 2  | DEL | Yedinson Palacios | 73'     |
|    |     |                   |         |

|  | 44' | Carlos Bacca       | 1:2 |
|  | 53' | Vladimir Hernández | 2:2 |
|  | 57' | Carlos Bacca       | 3:2 |

|  | 19' | Jorge Núñez | 0:1 |  |
|  | 40' | Jorge Núñez | 0:2 |  |

|  | 27' | Romero   |
|  | 65' | García   |
|  | 91' | Valencia |

|  | 23' | Henao     |
|  | 55' | Núñez     |
|  | 60' | Mejía     |
|  | 68' | Henríquez |
|  | 68' | Mejía     |

| Árbitro:             | Imer Machado           |
| Árbitros asistentes: | Wilson Berrío          |
| Árbitros asistentes: | Alexander Guzmán       |
| Cuarto árbitro       | Óscar Alexis Gutiérrez |
| Observador árbitros  | Otálvaro Polanco       |
|                      |                        |

| 31   | POR  | Carlos Rodríguez       |     |
| 17   | DEF  | Braynner García        |     |
| 6    | DEF  | Juan David Valencia    |     |
| 29   | DEF  | Andrés Felipe González |     |
| 23   | DEF  | Jaider Romero          |     |
| 16   | MED  | Vladimir Hernández     |     |
| 15   | MED  | Luis Narváez           | 22' |
| 26   | MED  | Jossymar Gómez         | 50' |
| 10   | MED  | Giovanni Hernández     |     |
| 70   | DEL  | Carlos Bacca           |     |
| 27   | DEL  | Luis Carlos Ruiz       | 78' |
| D.T. | D.T. | José Eugenio Hernández |     |

| 55   | POR  | Luis Enrique Martínez |     |
| 23   | DEF  | Elkin Calle           |     |
| 3    | DEF  | Alexis Henríquez      |     |
| 4    | DEF  | David Álvarez         | 51' |
| 7    | MED  | Mauricio Casierra     |     |
| 13   | MED  | Diego Amaya           |     |
| 16   | MED  | Alexander Mejía       |     |
| 6    | MED  | Harrison Henao        |     |
| 5    | MED  | Jorge Daniel Núñez    |     |
| 18   | DEL  | Jefferson Cuero       | 73' |
| 17   | DEL  | John Pajoy            | 82' |
| D.T. | D.T. | Pompilio Páez         |     |

| 13 | MED | José Amaya       | 22' |
| 25 | MED | Víctor Cortés    | 50' |
| 20 | DEL | Sherman Cardenas | 78' |
|    |     |                  |     |

| 1  | POR | Juan Carlos Henao |         |
| 20 | MED | José Moreno       | 46' 59' |
| 22 | DEL | Oliver Fula       | 59'     |
| 2  | DEL | Yedinson Palacios | 73'     |
|    |     |                   |         |

|  | 44' | Carlos Bacca       | 1:2 |
|  | 53' | Vladimir Hernández | 2:2 |
|  | 57' | Carlos Bacca       | 3:2 |

|  | 19' | Jorge Núñez | 0:1 |  |
|  | 40' | Jorge Núñez | 0:2 |  |

|  | 27' | Romero   |
|  | 65' | García   |
|  | 91' | Valencia |

|  | 23' | Henao     |
|  | 55' | Núñez     |
|  | 60' | Mejía     |
|  | 68' | Henríquez |
|  | 68' | Mejía     |

| Árbitro:             | Imer Machado           |
| Árbitros asistentes: | Wilson Berrío          |
| Árbitros asistentes: | Alexander Guzmán       |
| Cuarto árbitro       | Óscar Alexis Gutiérrez |
| Observador árbitros  | Otálvaro Polanco       |
|                      |                        |

#### Reacciones

##### Junior
Tuvimos una excelente actitud (...) Ya nos ha pasado varias veces este semestre, nos ha tocado remar contra la corriente.
José Eugenio Hernández, cheche, técnico de Junior.

Gracias a Dios pudimos revertir otra vez un dos a cero, porque estaba muy complicado con un Caldas muy bien parado, pero hicimos tres goles e hicimos respetar la casa (...) Es final y en la final se puede ver todo, allá va a ser un partido también muy difícil, tenemos que pararnos muy bien tener la pelota, y contrarrestarlos muy bien.
Carlos Bacca, delantero de Junior.

##### Once Caldas
"Cheche" Hernández no respeta los rivales (...) felicito a mis jugadores, porque con diez hombres seguimos atacando, y en Manizales el resultado se puede voltear, intentaremos con nuestro público, voltear la serie a nuestro favor, reprocho una situación que tiene que ver con el espectáculo, ningún técnico debe hacer lo que hizo "Cheché", levantando las manos y hacer los gestos que hizo todo el partido, porque los rivales hay que respetarlos, porque yo o Juan Carlos Osorio, jamás así nuestro equipo vaya ganando nos vamos a burlar del rival.
Pompilio Páez, técnico de Once Caldas.

### Partido de vuelta
| 1  | POR | Juan Carlos Henao  |     |
| 20 | DEF | Elkin Calle        |     |
| 5  | DEF | Alexis Henríquez   |     |
| 4  | DEF | Diego Amaya        |     |
| 15 | DEF | Mauricio Casierra  |     |
| 10 | MED | Harrison Henao     | 68' |
| 6  | MED | Mario González     |     |
| 21 | MED | Jorge Daniel Núñez |     |
| 8  | MED | Ayron Del Valle    |     |
| 7  | DEL | John Pajoy         |     |
| 18 | DEL | José Moreno        | 18' |
| DT | DT  | Pompilio Páez      |     |

| 1  | POR | Sebastian Viera        |     |
| 6  | DEF | Juan David Valencia    |     |
| 29 | DEF | Andrés Felipe González |     |
| 17 | DEF | Braynner García        | 75' |
| 18 | DEF | Harold Macías          |     |
| 23 | MED | Jaider Romero          |     |
| 16 | MED | Vladimir Hernández     | 83' |
| 13 | MED | José Amaya             |     |
| 10 | MED | Giovanni Hernández     |     |
| 70 | DEL | Carlos Bacca           |     |
| 27 | DEL | Luis Carlos Ruiz       | 70' |
| DT | DT  | José Eugenio Hernández |     |

| 11 | MED | Jefferson Cuero   | 18' |
| 29 | DEL | Guillermo Beltrán | 68' |
|    |     |                   |     |

| 11 | DEL | Luis Páez        | 70' |
| 22 | DEF | Cesar Fawcett    | 75' |
| 20 | DEL | Sherman Cardenas | 83' |
|    |     |                  |     |

|  | 45' | John Pajoy        | 1:0 |
|  | 69' | Guillermo Beltrán | 2:1 |

|  | 58' | Carlos Bacca | 1:1 |

|           |                  | 0:1 | Acierto de penal | G. Hernández |
| Núñez     | Acierto de penal | 1:1 |                  |              |
|           |                  | 1:2 | Acierto de penal | Valencia     |
| Pajoy     | Fallo de penal   | 1:2 |                  |              |
|           |                  | 1:3 | Acierto de penal | Cárdenas     |
| Del Valle | Acierto de penal | 2:3 |                  |              |
|           |                  | 2:4 | Acierto de penal | Páez         |
| Beltrán   | Fallo de penal   | 2:4 |                  |              |

|  | 55' | Del Valle   |
|  | 74' | Henríquez   |
|  | 75' | M. González |

|  | 10' | A. González |
|  | 45' | Valencia    |
|  | 53' | Macías      |
|  | 82' | Fawcett     |

| Árbitro:             | Wilmar Roldán    |
| Árbitros asistentes: | Humberto Clavijo |
| Árbitros asistentes: | Mauricio Camargo |
| Cuarto árbitro       | Luis Sánchez     |
| Observador árbitros  | Pablo Montoya    |
|                      |                  |

| 1  | POR | Juan Carlos Henao  |     |
| 20 | DEF | Elkin Calle        |     |
| 5  | DEF | Alexis Henríquez   |     |
| 4  | DEF | Diego Amaya        |     |
| 15 | DEF | Mauricio Casierra  |     |
| 10 | MED | Harrison Henao     | 68' |
| 6  | MED | Mario González     |     |
| 21 | MED | Jorge Daniel Núñez |     |
| 8  | MED | Ayron Del Valle    |     |
| 7  | DEL | John Pajoy         |     |
| 18 | DEL | José Moreno        | 18' |
| DT | DT  | Pompilio Páez      |     |

| 1  | POR | Sebastian Viera        |     |
| 6  | DEF | Juan David Valencia    |     |
| 29 | DEF | Andrés Felipe González |     |
| 17 | DEF | Braynner García        | 75' |
| 18 | DEF | Harold Macías          |     |
| 23 | MED | Jaider Romero          |     |
| 16 | MED | Vladimir Hernández     | 83' |
| 13 | MED | José Amaya             |     |
| 10 | MED | Giovanni Hernández     |     |
| 70 | DEL | Carlos Bacca           |     |
| 27 | DEL | Luis Carlos Ruiz       | 70' |
| DT | DT  | José Eugenio Hernández |     |

| 11 | MED | Jefferson Cuero   | 18' |
| 29 | DEL | Guillermo Beltrán | 68' |
|    |     |                   |     |

| 11 | DEL | Luis Páez        | 70' |
| 22 | DEF | Cesar Fawcett    | 75' |
| 20 | DEL | Sherman Cardenas | 83' |
|    |     |                  |     |

|  | 45' | John Pajoy        | 1:0 |
|  | 69' | Guillermo Beltrán | 2:1 |

|  | 58' | Carlos Bacca | 1:1 |

|           |                  | 0:1 | Acierto de penal | G. Hernández |
| Núñez     | Acierto de penal | 1:1 |                  |              |
|           |                  | 1:2 | Acierto de penal | Valencia     |
| Pajoy     | Fallo de penal   | 1:2 |                  |              |
|           |                  | 1:3 | Acierto de penal | Cárdenas     |
| Del Valle | Acierto de penal | 2:3 |                  |              |
|           |                  | 2:4 | Acierto de penal | Páez         |
| Beltrán   | Fallo de penal   | 2:4 |                  |              |

|  | 55' | Del Valle   |
|  | 74' | Henríquez   |
|  | 75' | M. González |

|  | 10' | A. González |
|  | 45' | Valencia    |
|  | 53' | Macías      |
|  | 82' | Fawcett     |

| Árbitro:             | Wilmar Roldán    |
| Árbitros asistentes: | Humberto Clavijo |
| Árbitros asistentes: | Mauricio Camargo |
| Cuarto árbitro       | Luis Sánchez     |
| Observador árbitros  | Pablo Montoya    |
|                      |                  |

| Campeón Junior Séptimo título |

#### Reacciones

##### Once Caldas
No es justo que el campeón se defina por penaltis. Fuimos el mejor equipo del año, los de más puntos. Eso debería ser tenido en cuenta con alguna bonificación (...) Estuvimos cerca, tuvimos muchas opciones de gol, pero no las aprovechamos. Es una pena porque teníamos el sueño de ser campeones.
Pompilio Páez, técnico del Once Caldas

Hicimos un gran partido, los penaltis son una lotería, Junior tuvo la fortuna de no fallar y ahora les tocó a ellos. Algún día ellos nos tenían que ganar alguna final, son justos campeones.
Alexis Henríquez, capitán del Once Caldas

##### Junior
Antes de participar en el torneo las reglas ya están escritas, entonces si no están desacuerdo pues que no participen porque esto no se decide de un día para otro (...) Nunca me sentí campeón, ante todo tenía un rival muy digno como el Once, lo respeté mucho y eso nos ayudó.
José Eugenio Hernández, cheche, técnico campeón de Junior

Siento una alegría inmensa, esto es un orgullo, estamos satisfechos pero ante todo, hoy quiero decir algo a toda Colombia: Jesucristo es el Señor, la gloria es para Jesucristo (...) Viva Barranquilla, viva la Costa Caribe, les mando un beso grande a todos.
Giovanni Hernández, capitán de Junior

## Repercusiones
Eduardo Pimentel, máximo accionista del Boyacá Chicó dio las siguientes declaraciones después del título del Junior:

En parte, lo acompañó la suerte y las decisiones arbitrales (...) No tengo dudas. Junior no tenía con qué llegar. Un equipo mal parado en la parte de atrás, con deficiencias impresionantes. Tiene tres o cuatro jugadores que hacen la diferencia. De resto, no era el equipo (...) para llegar a ese título, se valió de muchas circunstancias muy extrañas en el fútbol. Le dio una mano todo esto, que es un manto negro.

Lo anterior se debe en parte al siguiente cruce de palabras entre Pimentel y Hernández después de conocerse la sanción de la Dimayor en los cuartos de final del torneo donde Junior pasó a la semifinal gracias a la decisión de este ente, puesto que por la falta de garantías en la ida, el Chicó quedó con un punto menos. 

Hay que ignorar a la gente, dejarla a un lado, si ellos quieren seguir su circo vamos a ver quién les compra la boleta. No sé a qué horas tienen funciones, si a las 2, a las 3, a las 7 o a las 10, si los sábados o los domingos, no sé a qué horas abren su carpa, no sé si tendrán goteras en la carpa, sé que han dicho un montón de mentiras y embustes, pero no me interesa.
José Eugenio Hernández, respondiendo a los reclamos de Pimentel ante la Dimayor

Yo en ese caso prefiero hablar con los dueños de los clubes y no con sus empleados. Ese es mi nivel y por eso no voy a contestar nada de lo que se dice.
Pimentel, a las pocas horas, argumentando que no le respondía a los empleados